# Slender-Man-Messerstecherei

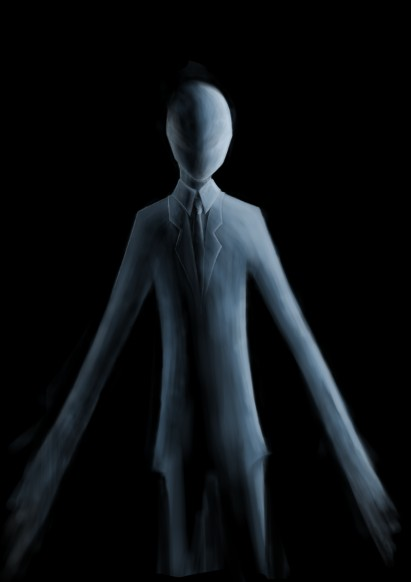
Slender Man

Die Slender-Man-Messerstecherei ereignete sich am 31. Mai 2014 in Waukesha im US-Bundesstaat Wisconsin.
Zwei 12-jährige Mädchen, Anissa Weier und Morgan Geyser, lockten ihre Freundin Payton Leutner in einen Wald und stachen 19 Mal auf sie ein, um dem fiktiven Wesen Slender Man zu gefallen. Leutner kroch zu einer Straße, wo sie gefunden wurde, und erholte sich nach sechs Tagen im Krankenhaus. Weier und Geyser wurden aufgrund einer psychischen Erkrankung für nicht schuldig befunden und zu 25 bzw. 40 Jahren Haft in psychiatrische Einrichtungen eingewiesen.

Lage von Waukesha in Wisconsin

## Ereignisse
Die Messerstecherei fand in David’s Park, einem Waldgebiet in der Nähe von Waukesha, Wisconsin während eines Versteckspiels am 31. Mai 2014 statt. Die Täterinnen fixierten Payton Leutner und stachen neunzehn Mal auf sie an Armen, Beinen und Rumpf mit einer 13 cm langen Klinge ein. Zwei Wunden waren an wichtigen Organen: Eine verfehlte die Aorta um weniger als einen Millimeter und eine andere drang durch ihr Zwerchfell und schnitt in Leber und Magen. Weier und Geyser sagten Leutner, dass sie Hilfe finden würden und verließen den Tatort. Danach schleppte sich Leutner zu einer nahegelegenen Straße, wo sie von einem Radfahrer gefunden wurde. Der Radfahrer rief die Notrufnummer 911 an, als er sie sah.
Weier und Geyser wurden in der Nähe der Interstate 94 im Möbelhaus Steinhafel festgenommen, nachdem sie rund 8 Kilometer zu Fuß gegangen waren. Das Messer, das beim Angriff verwendet wurde, befand sich in einer Tasche, die sie bei sich trugen. Während Geyser keine Reue empfand schien Weier auf Grund der Tat Schuldgefühle zu haben, empfand den Angriff aber dennoch als erforderlich, um Slender Man zu besänftigen.
Leutner verließ das Krankenhaus sechs Tage nach dem Angriff. Im September 2014 kehrte sie zur Schule zurück.

## Gerichtsverhandlungen
Die Angreifer wurden aufgrund psychischer Instabilität für nicht schuldig befunden, mussten jedoch drei Tage in einer psychiatrischen Klinik verbringen.
2017 bekannte sich Weier des versuchten Mordes zweiten Grades schuldig. Ein Gericht befand sie später für „nicht schuldig, aufgrund einer psychischen Störung“. Geyser nahm ein Angebot an, in eine Institution aufgenommen zu werden, unter der sie nicht vor Gericht gestellt und von Psychiatern untersucht würde, um zu bestimmen, wie lange sie in eine psychiatrische Klinik eingeliefert werden sollte. Sie bekannte sich später schuldig.
Anissa Weier wurde zu 25 Jahren Haft verurteilt, einer Haftstrafe von mindestens drei Jahren und Zwangsbehandlung in einer staatlichen psychiatrischen Anstalt, gefolgt von städtischer Aufsicht. Im September 2021 wurde sie entlassen und zog zu ihrem Vater.
Ihre Komplizin, Morgan Geyser, wurde zu 40 Jahren Haft verurteilt, einer Freiheitsstrafe auf unbestimmte Zeit mit mindestens drei Jahren Haft, zusätzlich zu einer obligatorischen Behandlung in einer staatlichen psychiatrischen Einrichtung bis zur vollständigen Abheilung der Symptome oder bis zum Alter von 53 Jahren.

## Reaktionen
Nach dem Vorfall wurde das Creepypasta-Wiki im gesamten Schulbezirk Waukesha gesperrt. Am Dienstag nach der Tat sagte der Schöpfer von Slender Man, Eric Knudsen: „Ich bin zutiefst betroffen von der Tragödie in Wisconsin und fühle mit den Familien der Opfer dieses schrecklichen Verbrechens.“
Sloshedtrain, der Administrator des Creepypasta-Wikis, sagte, die Messerstecherei sei ein Einzelfall gewesen, der nicht die Creepypasta-Community repräsentierte. Er sagte ebenfalls, dass das Creepypasta-Wiki eine literarische Seite sei.
Mitglieder der Creepypasta-Community veranstalteten vom 13. bis 14. Juni 2014 einen 24-Stunden-Livestream auf YouTube, um Geld für das Opfer zu sammeln. Joe Jozwowski, ein Website-Administrator, sagte, der Zweck sei, zu beweisen, dass sich die Community-Mitglieder um das Opfer kümmerten und die Gewalt in der realen Welt nicht vergaben.
Der Film Slender Man wurde im ganzen Waukesha County nicht ausgestrahlt.

## Filme
2016 kam der Dokumentationsfilm Beware the Slenderman über die Tat heraus.